# Pseudostenophylax obscurus
Pseudostenophylax obscurus är en nattsländeart som beskrevs av Forsslund 1935. Pseudostenophylax obscurus ingår i släktet Pseudostenophylax och familjen husmasknattsländor. Inga underarter finns listade i Catalogue of Life.